# 미국 교회사 학회
미국 교회사 학회 (American Society of Church History, ASCH)는 1888년에 설립된 초교파적인 기독교의 역사 연구분야의 신학회이다. 교회 역사가인 필립 샤프에 의해서 창립되었다.
학회지로는 Church Hisory가 발행되고 있다. 학회의 기록들은 필라델피아에 있는 장로교 역사 연구소에 소장되어있다.

## 같이 보기
- 미국 장로교역사연구소